# Sinclair BASIC

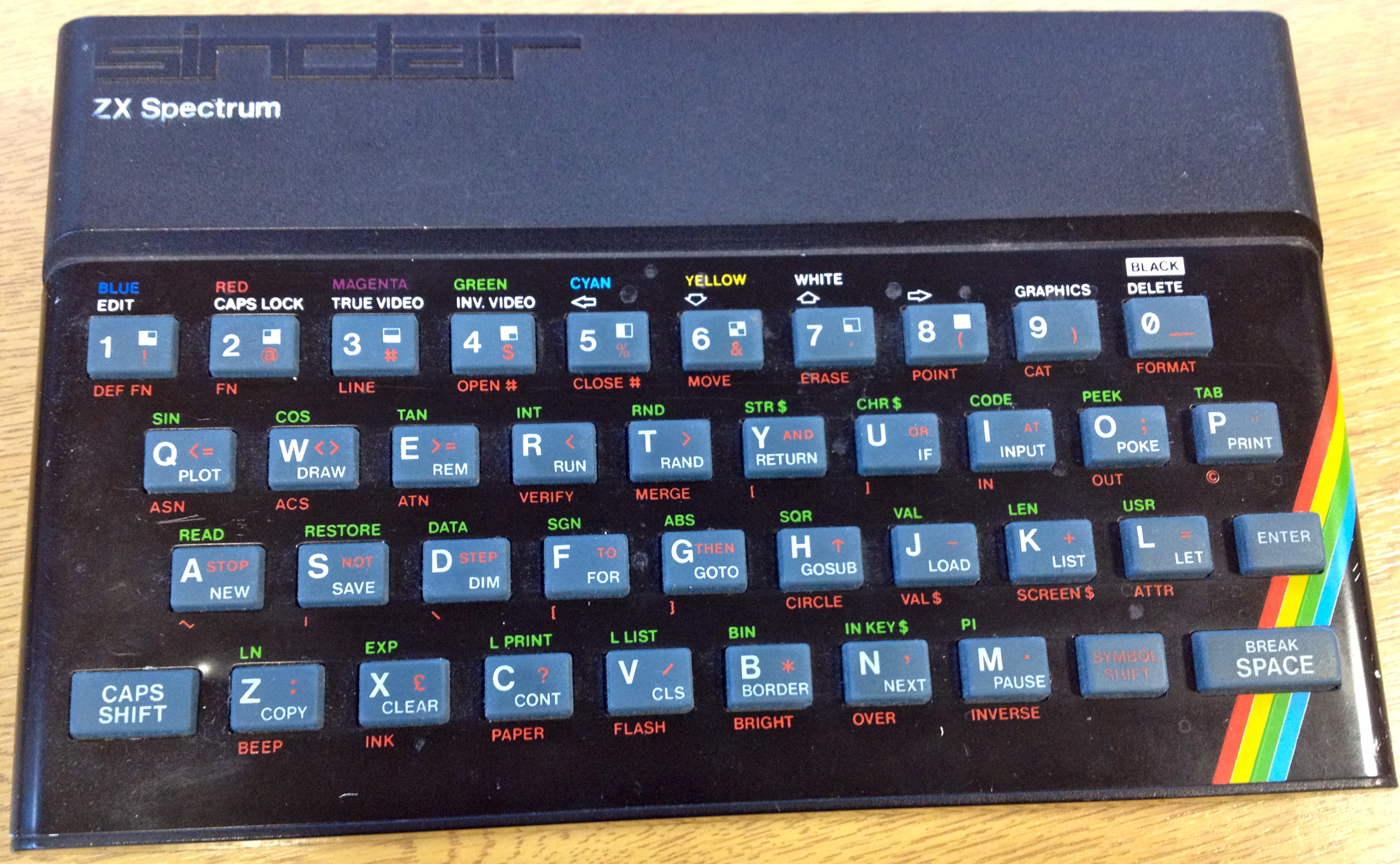
Wygląd klawiatury ZX Spectrum

Sinclair BASIC – odmiana języka programowania BASIC firmy Sinclair. Sinclair BASIC został napisany dla mikrokomputerów typu ZX-80, ZX-81 oraz ZX Spectrum. Jak na komputery 8-bitowe miał bardzo dużo możliwości.
Nietypową, charakterystyczną dla niego cechą było wpisywanie słów kluczowych nie po jednej literze, lecz za pomocą specyficznych skrótów klawiaturowych. Przykładowo chcąc wpisać słowo kluczowe VAL$ wciskało się jednocześnie CAPS SHIFT i SYMBOL SHIFT, aby przejść w tryb Extended (modele od ZX Spectrum+ posiadały wydzielony klawisz EXTENDED MODE), a następnie równocześnie SYMBOL SHIFT i J. Na klawiaturze słowa kluczowe były zaznaczone wokół przypisanych do nich klawiszy. Każde słowo kluczowe Sinclair BASIC-a miało własny kod w zakresie 128-255 i było zapamiętywane jako jeden bajt. Kody te można było mieszać w tekstach ze zwykłymi znakami ASCII.